# یواس‌اس لودونا (۱۸۶۲)
یواس‌اس لودونا (۱۸۶۲) (به انگلیسی: USS Lodona (1862)) یک کشتی بود که طول آن ۲۱۰ فوت (۶۴ متر) بود. این کشتی در سال ۱۸۶۲ ساخته شد.